# Gartenstadt Oberesslingen

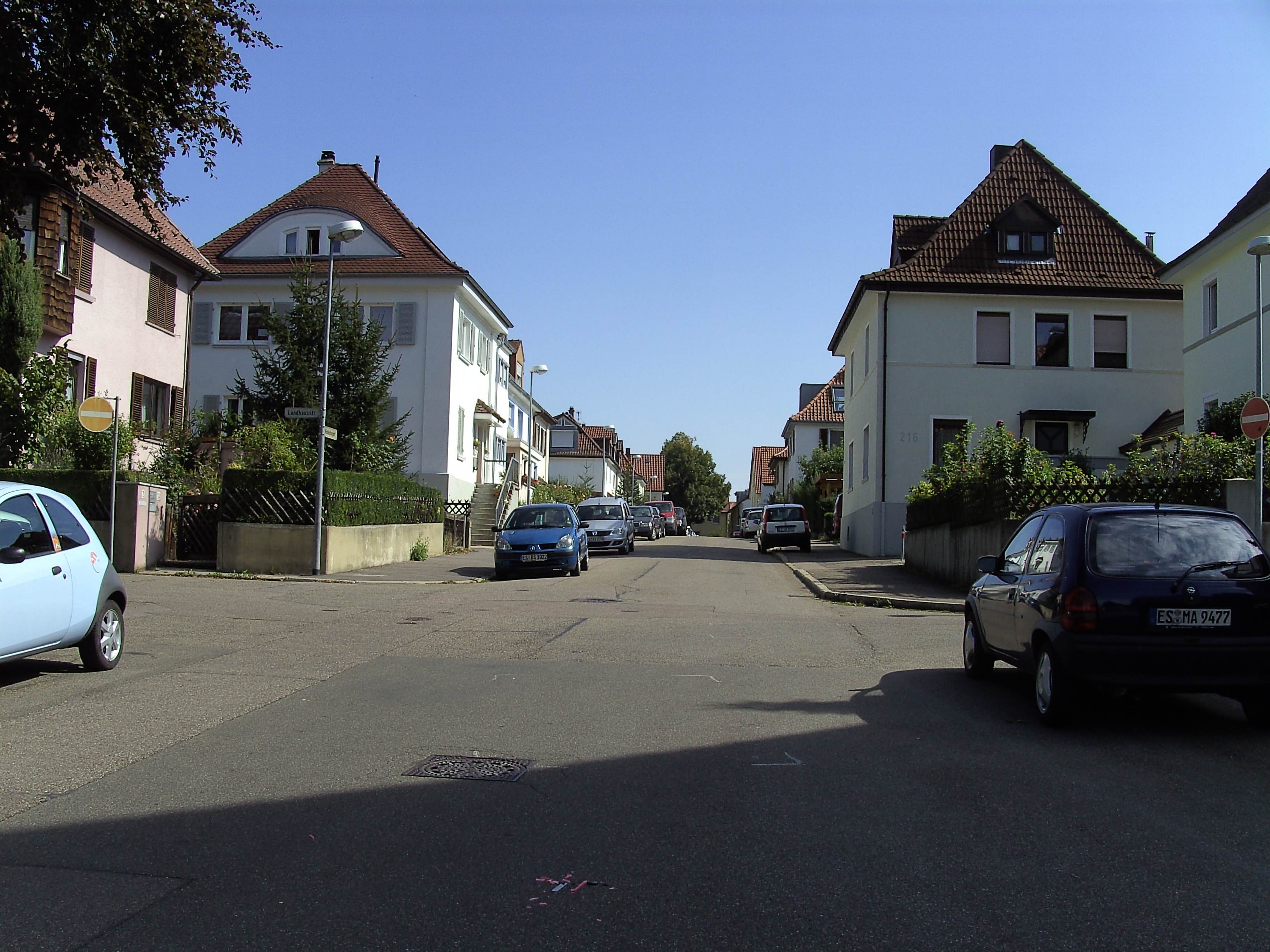
Entrée im Westen

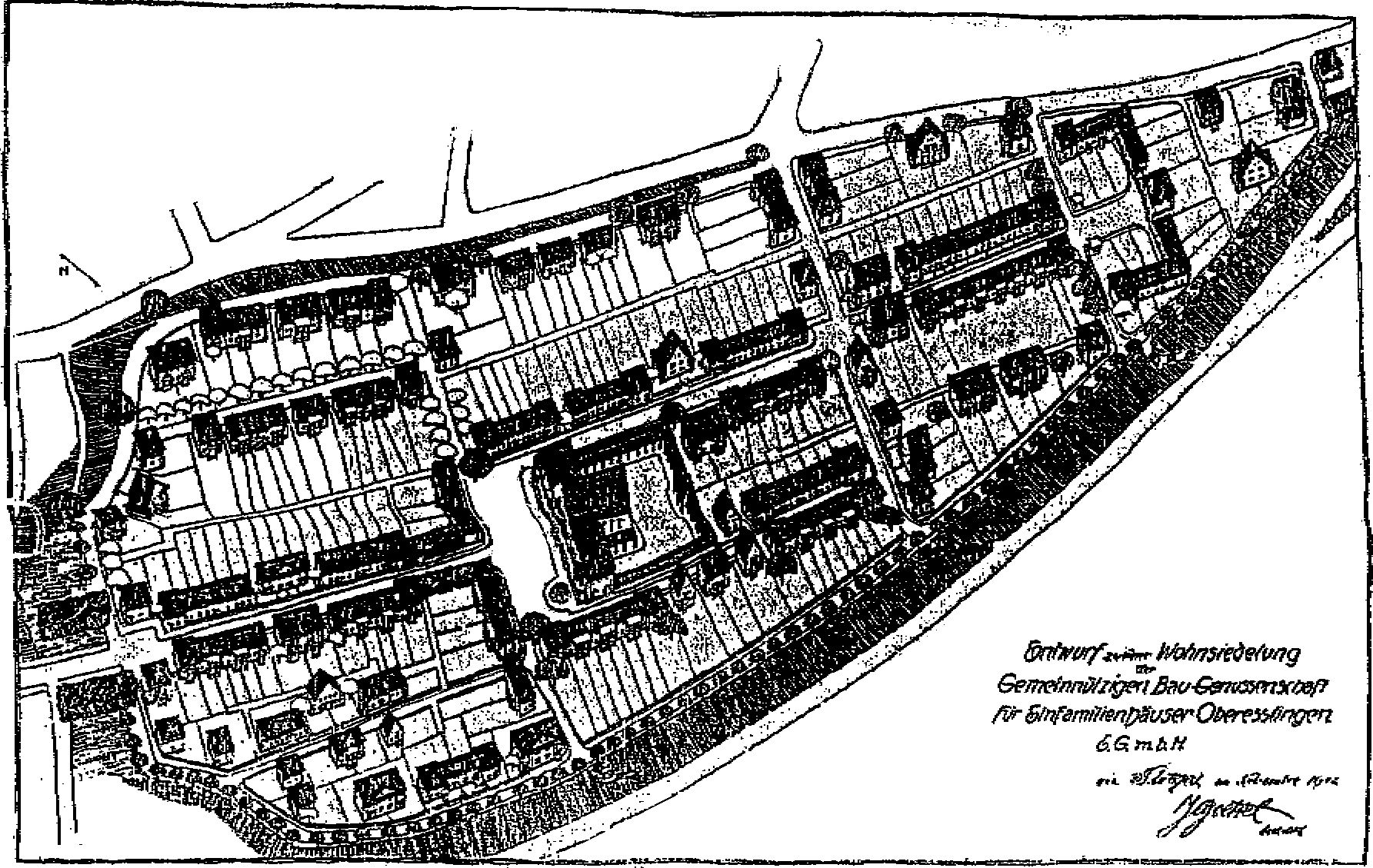
Entwurf 1912 von Jacobus Goettel

Die Gartenstadt Oberesslingen ist eine Wohnsiedlung im Osten von Esslingen am Neckar im Stadtteil Oberesslingen, die nach den Grundsätzen einer Gartenstadt geplant wurde. Am 11. Mai/18. Juni 1912 wurde die Gemeinnützige Baugenossenschaft für Einfamilienhäuser gegründet. Im selben Jahr wurde von dem in Neuss geborenen Architekten Jakobus (Jakob) Goettel (1886–1963) der Entwurf für die Siedlung angefertigt. Er wohnte von 1912 bis 1914 in Stuttgart. Goettel war an vielen Gartenstadtprojekten in Deutschland maßgeblich beteiligt. 1913 konnten die ersten 10 Wohnungen, eine Sechser- und eine Viererhausgruppe, erstellt werden. 1956/57 wurde der Bau der Siedlung abgeschlossen.
Nicht nur, aber auch im Zusammenhang mit seinem Engagement für die Gartenstadt Oberesslingen schrieb Architekt Goettel im Januar 1914 für die Zeitschrift Architektonische Rundschau einen mehrseitigen Artikel über Gartenvorstädte mit diversen Abbildungen, auch zu Oberesslingen.